# Sexy Parodius
Sexy Parodius (セクシーパロディウス Sekushī Parodiusu?) es un videojuego arcade de Matamarcianos con scroll horizontal publicado por Konami en 1996. Este es el quinto juego de la serie Parodius. Una saga que parodia al popular Gradius, otro juego de la misma compañía.

## Argumento
Takosuke y Pentarou reclutan a varios personajes para una agencia cuyo principal objetivo es la riqueza, el poder y la paz mundial. La agencia ayuda a las personas que tienen problemas. Además de Vic Viper y Lord British, Hikaru y Akane, Michael y Gabriel, Koitsu y Aitsu, y Mambo y Samba, Ivan y Toby, dos pingüinos de penacho amarillo, Option y Multiple, versiones inteligentes de los drones de Vic Viper y Lord British, Ace de TwinBee Yahho!, que pilotea la Shooting Star, y una mujer sin nombre que pilota la Black Viper, una nave espacial que se origina en el juego, también son reclutados.
Después de completar (o no completar) todas las misiones, Takosuke roba las ganancias de la agencia para sí mismo y huye, con los personajes persiguiéndolo. Dependiendo de cómo termine el jugador el nivel final, hay dos finales. El final malo ve a Takosuke escapar con el dinero y divertirse con varias mujeres mientras los personajes del jugador parecen deprimidos. El buen final hace que Takosuke muera aplastado por las nalgas de una mujer gigante desnuda llamada Kaori, en el que los personajes jugadores celebran.

## Objetivo del juego
La jugabilidad en Sexy Parodius es similar al resto de la serie, pero el jugador debe completar una misión especial para cada etapa. Estas misiones van desde recolectar una determinada cantidad de monedas en un escenario hasta destruir un determinado objeto o enemigos. Si el jugador completa o no la misión determina si el jugador puede continuar a la siguiente etapa o cuál será la siguiente etapa. Completar todas las misiones desbloquea un escenario especial. A diferencia de las versiones anteriores, los puertos de origen del juego (excepto la versión de PSP) tienen intacto el multijugador cooperativo. El juego continúa incluso cuando un jugador elige un personaje al continuar.
En un juego de 2 jugadores, cuando ciertos personajes están lo suficientemente cerca, aparece un tercer disparo entre ellos, que pueden ser disparos morados que se arremolinan por toda la pantalla, corazones que se dirigen a los enemigos o cohetes que se disparan hacia adelante. Esta función se vio por primera vez en el juego de arcade de Konami, Lightning Fighters.

## Personajes elegibles por el jugador
El primer nombre es el del personaje que usará el jugador 1 mientras que el segundo es el del que usará el jugador 2 en caso de haberlo:
- Vic Viper/Lord British - naves espaciales de Gradius
- Michael/Gabriel - cerdos angelicales
- Hikaru/Akane - chicas vestidas como conejitas
- Ivan/Toby - pingüinos de penacho amarillo
- Mambo/Samba - peces luna
- Koitsu/Aitsu - muñecos montados en aviones de papel
- Option/Multiple - burbujas de Vic Viper y Lord British, respectivamente
- Shooting Star/Black Viper - nave de TwinBee (Shooting Star) y nave original (Black Viper)

## Escenas y jefes
Si se obtiene éxito en la misión propuesta en un nivel, el siguiente será el A; si se falla, se tomará el camino B:
- 1: La granja - Mazorca Chiwa
- 2: El balneario - Pingüino del excusado
- 3A: El palacio debajo del agua - Mujer-huevo
- 3B: El Castillo de Dracula - Medusa
- 4A: La fábrica de mujeres - Grúa del pingüino
- 4B: La mina - Mapache Tanuko
- 5: El cielo - Caramelo volador
- X (aparece como muy temprano tras el nivel 2 y como muy tarde antes del nivel 6): Grupo de jefes - Moneda en la almohada, pingüino pirata, águila del tío Sam, labios volantes, Venus.
- 6: Palacio - Puertas blindadas
- 7: Espacio - Mujer estrella gigante

La escena 7 aparece como bonus tras el ending, sólo si se ha tenido éxito en todas las misiones. Al final de la escena 6 aparece una mujer joven gigante recostada.

## Versiones domésticas
Sexy Parodius fue portado a la Sega Saturn y PlayStation en 1996 y 1997 en Japón. Estas versiones permiten seleccionar la fase especial en la pantalla de título después de terminar el juego con todas las condiciones cumplidas. Además, vienen con un número ilimitado de continuaciones (el juego no lleva cuenta de los créditos). También fue incluido en el Parodius Portable (aunque con la música de algunas de las fases reemplazada por otros temas clásicos remezclados) para la PSP en enero de 2007.

## Curiosidades
- En el segmento de GameCenter CX, You Should Visit this Game Center Sometimes (TamaGe), en el episodio 11, Arino entra en el centro de videojuegos donde juega a las máquinas recreativas japonesas, incluyendo a este juego.

## Otras Apariencias
- Tras el juego, Toby aparece en el Pachinko CR Gokujō Parodius! en 2006 y en Pachislot Gokuraku Parodius en 2010.

### En otros medios
- En la escena del balneario se observan al jefe del segundo nivel de Jikkyō Oshaberi Parodius y secuaz en una bañera con el letrero "Neil ♥ Eliza": una clara referencia a los hermanos villanos Neil y Eliza Leagan de la serie de anime Candy Candy.[1]